# IC 4665
IC 4665 je jasná a rozsáhlá otevřená hvězdokupa v souhvězdí Hadonoše vzdálená od Země přibližně 1 150 světelných let. Objevil ji Jean-Philippe Loys de Chéseaux v roce 1745.

## Pozorování

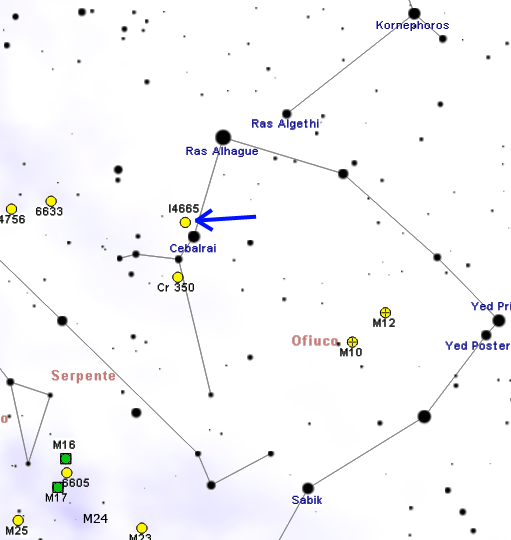
Poloha IC 4665 v souhvězdí Hadonoše

Hvězdokupu je možné snadno vyhledat přibližně 1° severovýchodně od hvězdy Cebalrai (β Oph) s magnitudou 2,75. Za velmi příznivých podmínek může být viditelná pouhým okem jako velmi slabá mlhavá skvrna. Její nejjasnější hvězdy sedmé magnitudy jsou dobře pozorovatelné menšími a středními triedry (8x40 nebo 10x50), mají namodralý odstín a svým rozložením připomínají tvar velkého písmene "Y". Zář Mléčné dráhy je v tomto směru silně zastíněna, proto hvězdokupa vypadá poněkud osamoceně. K úplnému rozložení hvězdokupy nejsou potřeba větší dalekohledy, ale mohou být využity k pozorování jejích dvojhvězd, kterých je ve hvězdokupě mnoho. Při větším zvětšení se ovšem nevejde celá do zorného pole.
Hvězdokupa se nachází blízko nebeského rovníku a je tedy snadno pozorovatelná ze všech obydlených oblastí Země, ať na severní či jižní polokouli. Na severní polokouli je hvězdokupa výrazným, i když poměrně málo známým, objektem letní oblohy, naopak na jižní polokouli je dobře viditelná v zimě. Nejvhodnější období pro její pozorování na večerní obloze je od května do října.
9 stupňů jižně od hvězdokupy leží kulová hvězdokupa Messier 14, 7 stupňů východně se nachází planetární mlhovina NGC 6572 a blízko ní můžeme vidět několik dalších jasných otevřených hvězdokup: 5 stupňů jihovýchodně leží volná otevřená hvězdokupa Melotte 186, 10 stupňů východně leží NGC 6633 a 13 stupňů východně leží IC 4756.

## Historie pozorování
Hvězdokupu objevil švýcarský astronom Jean-Philippe Loys de Chéseaux v roce 1745, a zapsal ji do svého seznamu mlhavých objektů, který vydal v roce 1746. Mlhovinu popsal jako hvězdokupu, kterou svým dalekohledem dokázal rozložit na jednotlivé hvězdy.
Charles Messier kupodivu hvězdokupu nezahrnul do svého slavného katalogu, přestože byla objevena více než čtvrt století před jeho vydáním. Podobně ji nezaznamenal ani William Herschel, pravděpodobně kvůli jejím velkým rozměrům. Musela tak počkat až na druhé vydání Index Catalogue, což je doplněk New General Catalogue, aby konečně dostala katalogové označení.

## Vlastnosti
IC 4665 je hvězdokupa, která má některé zvláštní vlastnosti: je poměrně mladá (její stáří se odhaduje na 43 milionů let) a nachází se v místě, které je pro otevřené hvězdokupy neobvyklé - přibližně 16° severně od galaktického disku. Z toho se dá usoudit, že i prostředí, ve kterém hvězdokupa vznikla, mělo neobvyklé vlastnosti. To se ovšem neprojevilo na chemickém složení povrchu jejích hvězd, jak zjistil výzkum provedený na základě dat z družice ROSAT.
Odhady stáří hvězdokup obvykle závisí na přesnosti odhadu jejich vzdálenosti, která ovšem bývá zjišťována s určitou nejistotou. Odhad vzdálenosti této hvězdokupy poskytuje hodnotu přibližně 352 parseků (1 150 světelných let) od Země. Patří tedy do ramene Orionu a je jednou z otevřených hvězdokup nejbližších k Zemi.
Hvězdokupa obsahuje asi padesát hvězd jasnějších 13. magnitudy, z nichž nejjasnější je modrá hvězda třídy B4V.
Skutečných členů hvězdokupy, kteří mají nízkou hmotnost a patří tak do spektrálních tříd F až M, může být asi 40 a většina jich byla objevena pomocí měření jejich radiální rychlosti.
Mezi jejími hmotnými členy je 19 spektroskopických dvojhvězd; silné působení slapových sil mezi těmito dvojhvězdami by mohlo vysvětlit poměrně nízkou rotační rychlost členů této hvězdokupy.